# کازوکی یاماگوچی (بازیکن فوتبال، زاده ۱۹۹۵)
کازوکی یاماگوچی (ژاپنی: 山口 和樹؛ زادهٔ ۱۵ مهٔ ۱۹۹۵) یک بازیکن فوتبال اهل ژاپن است.
از باشگاه‌هایی که در آن بازی کرده‌است می‌توان به باشگاه فوتبال شونان بلمار، باشگاه فوتبال ریوکیو و باشگاه فوتبال ناگانو پارسیرو اشاره کرد.